# 伏珠弥勒寺
伏珠弥勒寺，位于山西省临汾市洪洞县刘家垣镇伏珠村东玉龙山上，创建于唐代，现存大多为清代建筑。山门为二层木楼阁，正殿面阔五间，进深六椽，悬山顶。2021年8月4日公布为第六批山西省文物保护单位。